# A Fonte (Canedo)
A Fonte es una aldea española situada en la parroquia de Canedo, del municipio de Puebla del Brollón, en la provincia de Lugo, Galicia.

## Localización
Está situado a 480 metros de altitud, junto al riego de O Córrego. 

## Demografía
| Gráfica de evolución demográfica de A Fonte entre 2000 y 2020 |
|                                                               |
| Datos según el nomenclátor publicado por el INE.              |